# Cornelis Trimp
Cornelis Trimp (Amsterdam, 18 januari 1926 − Bosch en Duin, 9 maart 2012) was een Nederlands theoloog en hoogleraar ambtelijke vakken aan de Theologische Universiteit Kampen.
Trimp bezocht het hervormd lyceum in Amsterdam en ging theologie in Kampen studeren. Na de studie werd hij predikant in Twijzel (1951), en vervolgens in Middelburg (1955), Voorburg (1961) en Groningen-Noord (1967). In 1961 promoveerde hij op het proefschrift Om de oeconomie van het welbehagen. Een analyse van de idee der 'Heilsgeschichte' in de 'Kirchliche Dogmatiek' van Karl Barth. In 1970, enkele jaren na de scheuring in de Gereformeerde Kerken vrijgemaakt, waaruit de Nederlands Gereformeerde Kerken ontstonden, werd Trimp benoemd tot hoogleraar aan de Theologische Hogeschool in Kampen; zijn afscheidspreek hield hij op 3 juni 1970 in de Noorderkerk te Groningen. 
Van zijn hand verschenen verschillende andere publicaties, zoals Betwist schriftgezag (1970) en Ministerium. Een introductie in de reformatorische leer van het ambt (1982). De bundel Zorgen voor de gemeente (1981) was bedoeld als toerusting voor (aankomende) ouderlingen en diakenen. In Klank en weerklank pleitte Trimp ook voor het aanhalen van banden met andere kerken, zoals de Christelijke Gereformeerde Kerken. In een klimaat waarin meer ruimte is voor de geloofservaring zag de hoogleraar mogelijkheden om meer eenheid te bewerken tussen de Gereformeerde kerken vrijgemaakt en de Christelijke Gereformeerde Kerken.
Trimp ging in 1991 met emeritaat ter gelegenheid waarvan hem een bundel van zijn verzamelde opstellen werd aangeboden. Hij nam afscheid met de rede Het leerambt niet verspelen! De uitstraling van de Schrift in de bediening van het Woord.
Prof. dr. C. Trimp overleed in 2012 op 86-jarige leeftijd en werd begraven in Leusden.